# 노샘프턴셔주

노샘프턴셔주의 위치

노샘프턴셔주(Northamptonshire)는 이스트미들랜즈에 속한 잉글랜드의 주이다. 주도는 노샘프턴이며, 인구는 2015년 기준 723,000명이다. 행정은 노샘프턴셔 주의회가 맡으며 총 일곱 개의 비도시 자치구가 설치되어 있다. 일명 '셔의 장미' (The Roses of the Shires)라 불린다.
전체 면적은 2,364km2에 달하며, 총 여덟 개의 지방과 경계를 마주하고 있다. 서쪽으로는 워릭셔주, 북쪽으로는 레스터셔주와 러틀랜드주, 북동쪽으로는 링컨셔주, 동쪽으로는 케임브리지셔주, 남동쪽으로는 베드퍼드셔주, 남쪽으로는 버킹엄셔주, 남서쪽으로는 옥스퍼드셔주와 접한다. 또 이스트미들랜즈 지방에서 가장 남쪽에 자리한 주이기도 하다.
주도인 노샘프턴 외에도 케터링, 코비, 웰링버러, 러시든, 대번트리 등의 도시가 있다. 노샘프턴 주의 상징꽃은 황화주륜꽃 (카우슬립)이다.

## 역사

### 고대
노샘프턴셔에서는 교외 지역이라도 초창기 인류의 흔적을 찾아보기가 힘든 편이다. 지금까지의 연구에 따르면 이 일대 사람들은 드문드문 퍼져 살았던 것으로 보이며, 구석기, 중석기, 신석기 시대 유물이 적게 발견되는 편이다. 기원전 500년경 대륙에서 건너온 이주민들이 이 지역에 철기를 전해주었고 일명 홀스탯 문화 (Hallstatt culture)를 형성하였다. 그리고 이후 백여년 간 언덕 요새가 차례차례 지어졌는데 아베리, 레인스버러, 버러힐, 캐슬다이크스, 길스버러, 어틀링버러, 그리고 특히 헌즈베리힐 지역에 많이 세워놓았다. 이밖에도 아베리힐 (배드비)와 텐퍼드에도 언덕요새가 세워졌을 가능성이 있다.
기원전 1세기에는 지금의 노샘프턴셔 일대가 벨가이족이 다스리던 카투벨라우니의 영토가 되었다. 이로 인해 노샘프턴셔 지역은 역대 가장 북쪽에 있는 지역을 차지하게 되었다. 카투벨라우니는 이후 서기 43년에 로마인들에게 정복됐다. 로마제국 점령기에는 이 일대를 가로지르는 와틀링 가가 놓였으며, 로마인의 주요 정착마을인 '락토도룸' (Lactodorum, 지금의 토스터)도 세워졌다. 또 지금의 노샘프턴과 케터링, 그리고 라운즈 부근의 닌 계곡가에도 로마 정착지가 세워졌다.
로마인이 영국에서 물러닌 이후 노샘프턴셔 지역은 앵글로색슨족 왕국이었던 머시아 왕국에 편입되고, 행정적 중심지의 역할을 맡게 되었다. 서기 654년에는 이교를 믿던 펜다 왕이 사망하면서 머시아 왕국이 기독교에 귀의하였다. 889년경에는 덴마크족의 침공을 받아 데인로의 영토가 되었다. 당시 국경은 와틀링 도로를 따라 삼았다. 이후 917년 잉글랜드인 세력이 다시 지역을 점령하였는데, 당시 재위하던 웨식스 국왕은 알프레드 대왕의 아들 대 에드워드였다. 940년 노샘프턴셔는 요크의 바이킹족에게 다시 한번 침략을 받아 황폐화되었으나, 불과 2년 뒤인 942년 잉글랜드가 다시 탈환하였다.

### 중세
노샘프턴셔가 처음으로 문헌에 언급된 것은 1011년에 나온 《앵글로색슨 연대기》로, '함툰셔' (Hamtunscire)라고 표기되었는데 이는 함툰 (Hamtun, 농가)와 셔 (scire, 지방)를 합친 말이었다. 여기에 북쪽을 뜻하는 '노스' (North)가 붙어 노샘프턴셔라는 명칭이 된 것인데, 남쪽에 있는 또다른 '함툰' 지역, 즉 사우샘프턴과 구별하기 위해 추가한 것이다. 다만 두 지명의 유래는 서로 다르다.
11세기에는 정복자 윌리엄이 로킹엄 성을 지었고 이후 엘리자베스 시대까지 국왕 요새로 쓰였다. 장미 전쟁이 치러지던 1460년에는 노샘프턴 전투가 벌어져 국왕 헨리 4세가 사로잡히기도 했다. 지금은 사라지고 없는 포더링헤이 성도 메리 여왕을 투옥해 처형당할 때까지 머물렀던 곳으로 유명하다.

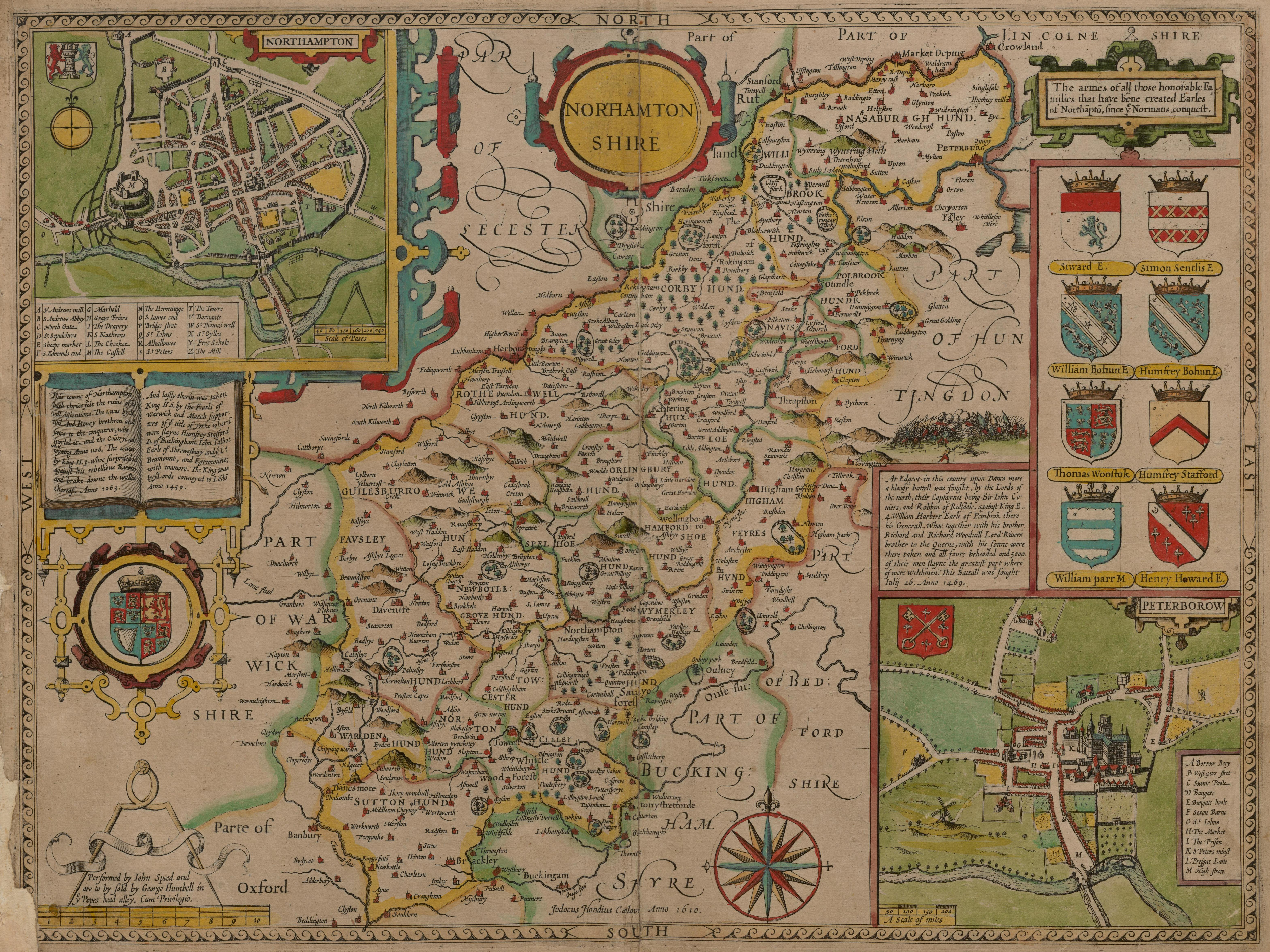
노샘프턴셔의 지도. 17세기 존 스피드 작.

미국의 초대 대통령으로 유명한 조지 워싱턴의 워싱턴 가문은 1656년 노샘프턴셔에서 미국으로 이민을 갔던 일가족이다. 조지 워싱턴의 선조인 로렌스 워싱턴은 노샘프턴의 시장을 수차례 역임한 적이 있으며 1539년에는 국왕 헨리 8세로부터 설그레이브 저택을 하사받기도 하였다. 조지 워싱턴의 증조할아버지인 존 워싱턴은 1656년 노샘프턴셔의 노턴츠 마을에서 버지니아로 이민을 갔다. 워싱턴 대통령의 선조가 설그레이브로 이사가기 전까지는 랭커스터 주의 워튼 마을에 살았던 것으로 전해진다.
잉글랜드 내전 기간에는 의회파를 강력 지지했던 지역으로, 1645년에는 노샘프턴셔 북부에서 치러진 네이스비 전투에서 왕당파군이 무참히 패배했던 적이 있다. 찰스 1세 국왕도 1647년 노샘프턴셔의 홀든비 하우스에 감금된 적이 있다.

### 근현대
1823년경 노샘프턴셔는 "아주 깨끗하고 건강에 좋은 공기"로 유명했는데 기후가 건조하고 바다에서 멀리 떨어진 지역이라는 점 때문이었다. 노샘프턴셔의 축산물도 "뿔소와 그외 가축들은 엄청난 크기로 자라고, 말은 크고 검은 품종으로 희귀한 것이 많다"는 점으로 이름났다.
그로부터 9년 후인 1832년에는 피터버러와 노샘프턴을 빼면 "그리 중요하지 않은" 마을들 뿐이지만, "잉글랜드에서 가장 깨끗하고 쾌적한 지역이라는 호평을 누리고 있는 지역"으로 묘사됐다. 여름에는 "굉장한 수의 부잣집... 어딜 가나 보이는 시골정원과 별장들"이 있었던 것으로 전해진다. 오늘날 노샘프턴셔는 여전히 "나선탑과 시골지주" (spires and squires)의 고장으로 불리는데 이는 시골 별장과 옛 교회 유적이 많이 남아있기 때문이다.
18세기와 19세기에는 노샘프턴셔 일부 지역과 그 주변 교외가 산업화되었다. 이 때 발달한 현지 산업으로는 제화와 가죽공업이었으며 19세기 말에는 이미 부츠와 신발 산업의 중심지로 자리매김하였다. 노샘프턴셔 북부에는 1850년부터 대규모 철광석 채굴업이 발달하였다. 1930년대에는 코비 마을이 철강 산업의 주요 중심지로 확립하였다. 1950년에는 코비 시가 뉴타운으로 지정되었으며 and 1968년에는 노샘프턴 시가 뒤를 이었다. 2000년대부터는 노샘프턴셔를 비롯한 사우스미들랜즈 일대가 정부의 개발 지원을 받게 되었다.

## 지리

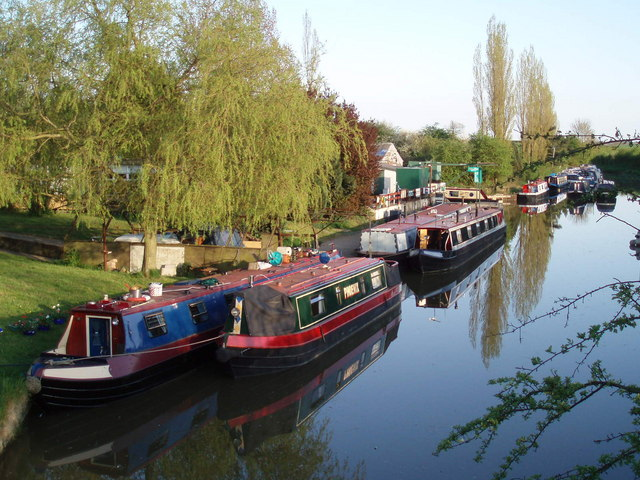
그랜드유니언 운하의 킬워스워프

노샘프턴셔 주는 이스트미들랜즈 지역의 남부를 차지하는 내륙 지역이다. 가끔씩 사우스미들랜즈에 포함되기도 한다. 노샘프턴셔는 서번 강과 워시 강이 분수 (分水)되는 지역이며, 북서부 지역에는 큰 강 여러개가 수원지로 삼아 흐른다. 북동쪽을 따라 흐르다 워시 강에 합류하는 닌 강, 남서쪽으로 흐르다 서번 강에 합류하는 워릭셔 에이번 강이 대표적이다. 1830년에는 "시시하지만 계곡 하나가 아닌 여러 개가 다른 구에서 이 지역으로 흘러들어온다"고 광고하기도 했다. 한편 노샘프턴셔 주의 최고봉은 아베리 힐로, 해발 225m이다.
노샘프턴셔 주내에는 도시가 여러 곳 있으며 그 중 노샘프턴 시가 가장 크고 인구도 많다. 2011년 인구총조사에 따르면 노샘프턴셔 주의 총인구 691,952명 중 212,069명이 노샘프턴 시에 거주했다. 다음 표는 인구 1만 명을 넘는 도시 목록이다.
| 순위 | 도시명   | 인구               | 구의회                  |
| ---- | -------- | ------------------ | ----------------------- |
| 1    | 노샘프턴 | 212,100명 (2011년) | 노샘프턴 구의회         |
| 2    | 케터링   | 67,245명 (2011년)  | 케터링 구의회           |
| 3    | 코비     | 56,514명 (2011년)  | 코비 구의회             |
| 4    | 웰링버러 | 49,088명 (2011년)  | 웰링버러 구의회         |
| 5    | 러시든   | 29,265명 (2011년)  | 이스트노샘프턴셔 구의회 |
| 6    | 대븐트리 | 25,066명 (2011년)  | 대븐트리 구의회         |
| 7    | 브래클리 | 13,018명 (2011년)  | 사우스노샘프턴셔 구의회 |
| 8    | 디스버러 | 10,697명 (2011년)  | 케터링 구의회           |

2010년 기준으로 노샘프턴셔에는 마을 (town) 지위를 받은 곳이 총 16곳 있다.
- 브래클리, 버튼래티머, 코비, 대븐트리, 디스버러, 히검페러스, 어틀링버러, 케터링, 노샘프턴, 운들, 라운즈, 로스웰, 러시든, 토스터, 트랩스턴, 웰링버러

### 기후
노샘프턴셔 주는 브리튼 섬의 여느 지역과 마찬가지로 해양성 기후로 분류된다. 아래의 표는 노샘프턴셔 물턴 기상관측소에서 측정한 노샘프턴셔 주의 평균 날씨정보다.
| 노턴츠 물턴의 기후       | 노턴츠 물턴의 기후 | 노턴츠 물턴의 기후 | 노턴츠 물턴의 기후 | 노턴츠 물턴의 기후 | 노턴츠 물턴의 기후 | 노턴츠 물턴의 기후 | 노턴츠 물턴의 기후 | 노턴츠 물턴의 기후 | 노턴츠 물턴의 기후 | 노턴츠 물턴의 기후 | 노턴츠 물턴의 기후 | 노턴츠 물턴의 기후 | 노턴츠 물턴의 기후 |
| 월                       | 1월                | 2월                | 3월                | 4월                | 5월                | 6월                | 7월                | 8월                | 9월                | 10월               | 11월               | 12월               | 연간               |
| ------------------------ | ------------------ | ------------------ | ------------------ | ------------------ | ------------------ | ------------------ | ------------------ | ------------------ | ------------------ | ------------------ | ------------------ | ------------------ | ------------------ |
| 일평균 최고 기온 °C (°F) | 7 (45)             | 8 (46)             | 11 (52)            | 13 (55)            | 17 (63)            | 19 (66)            | 22 (72)            | 23 (73)            | 19 (66)            | 14 (57)            | 10 (50)            | 7 (45)             | 14 (58)            |
| 일평균 최저 기온 °C (°F) | 2 (36)             | 2 (36)             | 4 (39)             | 4 (39)             | 7 (45)             | 10 (50)            | 12 (54)            | 12 (54)            | 10 (50)            | 8 (46)             | 5 (41)             | 3 (37)             | 7 (44)             |
| 평균 강수량 cm (인치)    | 4.51 (1.78)        | 3.39 (1.33)        | 2.87 (1.13)        | 4.39 (1.73)        | 3.49 (1.37)        | 4.66 (1.83)        | 4.21 (1.66)        | 4.69 (1.85)        | 5.49 (2.16)        | 5.68 (2.24)        | 4.8 (1.9)          | 4.98 (1.96)        | 53.16 (20.94)      |
| 출처:                    |                    |                    |                    |                    |                    |                    |                    |                    |                    |                    |                    |                    |                    |

## 행정
노샘프턴셔 주는 지역정부 여러 개로 나뉜다. 총 7개의 구의회가 설치되어 있으며, 15개 촌 (town)과 수백 개의 마을을 관할한다. 노샘프턴셔 주 차원의 행정부서는 일반적인 지방정부와 선거로 뽑는 주의회 (노샘프턴 소재)의 두 기관으로 나뉜 구조이며, 여기서 또 7개의 구로 나뉘어 각각 구의회를 두고 있다. 그 구성 현황은 다음과 같다.
| 구의회                  | 의사당 소재지 |
| ----------------------- | ------------- |
| 코비 구의회             | 코비          |
| 대븐트리 구의회         | 대븐트리      |
| 이스트노샘프턴셔 구의회 | 트랩스턴      |
| 케터링 구의회           | 케터링        |
| 노샘프턴 구의회         | 노샘프턴      |
| 사우스노샘프턴셔 구의회 | 토스터        |
| 웰링버러 구의회         | 웰링버러      |

노샘프턴셔 주는 잉글랜드의 도시자치구 중에서 단일자치구 지위가 아닌 곳으로는 가장 인구가 많다. 이 때문에 1990년대 영국 지방정부 개편 당시 노샘프턴 구의회는 군의회와의 상하관계를 끊을 수 있는 단일자치구 지위를 강하게 요구한 바 있다.
피터버러 사법권 (Soke of Peterborough) 지역의 경우 19세기 후반부터 별도의 군의회가 설치되고 사계법원도 따로 설치되었지만, 그 위치상 노샘프턴셔의 일부로 여겨져 왔다. 지금은 케임브리지 주에 속한 피터버러 시는 1998년 단일자치구 지위로 격상되었지만 관례상으로는 노샘프턴셔 주에 아직까지도 속해 있다.

### 국회의원 선거구
노샘프턴셔 주에는 국회의원 선거구가 총 7개 설치되어 있으며, 현재 이들 지역구 의원은 모두 보수당 소속이다.
| 선거구           | 국회의원          | 정당   |
| ---------------- | ----------------- | ------ |
| 코비             | 톰 퍼스글로브     | 보수당 |
| 대븐트리         | 크리스 히튼해리스 | 보수당 |
| 케터링           | 필립 홀로본       | 보수당 |
| 노샘프턴노스     | 마이클 엘리스     | 보수당 |
| 노샘프턴사우스   | 데이비드 매킨토시 | 보수당 |
| 노샘프턴셔사우스 | 안드레아 리드섬   | 보수당 |
| 웰링버러 러시든  | 피터 본           | 보수당 |

노샘프턴셔 주의회는 1993년부터 2005년까지 노동당이 우세를 보였으나 2017년 기준으로는 보수당이 강세이다. 1981년부터 1993년까지는 헝 의회 상태였다. 노샘프턴셔의 농촌 지역, 대븐트리와 이스트/사우스노샘프턴셔를 대변하는 구의회는 보수당의 세가 강한 편이며, 도시 지역의 구의회는 원내 의석비중이 좀 더 혼재된 상태다.

## 경제

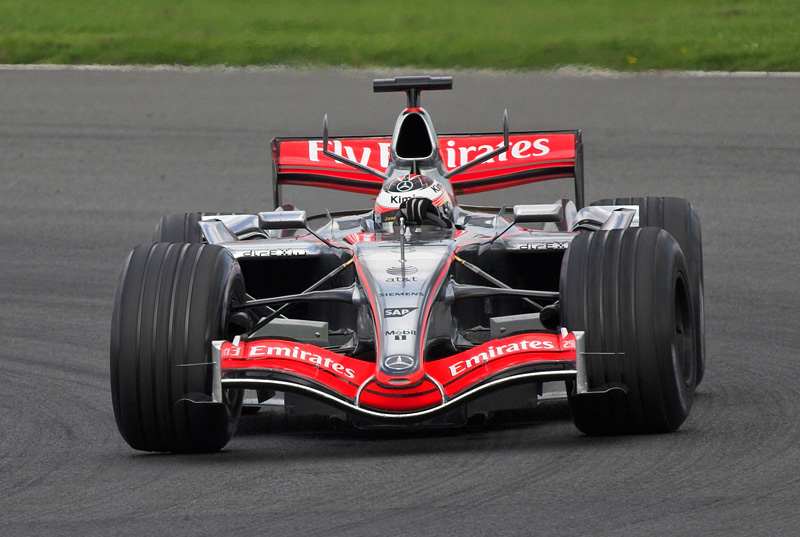
실버스톤 시에서는 매년 포뮬러 원 대회를 유치해 지역경제에 보탬이 되고 있다. 사진은 2006년 대회 실버스톤 경기장에서 경주차량을 테스트중인 선수의 모습.

예로부터 노샘프턴셔의 핵심 공업은 부츠와 신발 제조업이었다. 하지만 마거릿 대처 정권 이래로 이들 산업은 비교적 쇠퇴한 상황이다. 닥터 마틴 브랜드의 영국 공장은 아직도 노샘프턴셔 웰링버러 근처의 월러스턴이란 마을에 두고 있는 등 그 명맥은 조금이나마 남아있긴 하지만 옛날과 비교하면 거의 몰락한 것과 다름없다. 제화업계 외에는 시리얼 제조사 위터빅스 (버튼라티머), 칼스버그 맥주공장 (노샘프턴), 에이본 프로덕츠, 시멘스, 바클레이카드, 색스비 브로스 등의 브랜드가 이 지역을 기반으로 삼고 있다. 노샘프턴셔 서부에는 대븐트리 국제철도화물 터미널이 있으며 웨스트 코스트 본선이 지나는 주요 철도화물 터미널이다. 또 이보다 작은 규모의 화물철도기지 (넬리슨 사이딩)가 파인던 로드에 위치해 있다.
노샘프턴셔와 옥스퍼드셔, 사우스미들랜즈 일대는 모터스포츠 업계에서는 이른바 "모터스포츠 밸리, 글로벌 허브"로 불린다. 포뮬러 원에 참가하는 레이싱팀인 메르세데스 GP와 포스 인디아는 각각 브래클리와 실버스톤에 근거지를 두고 있으며, 코스워스와 메르세데스 벤츠 하이 퍼포먼스 엔진 역시 각각 노샘프턴과 브릭스워스에 기반을 두고 있다.
실버스톤 서킷과 로킹엄 모터 스피드웨이에서는 국제 자동차 경주 대회가 자주 열리는 곳으로 유명하다. 노샘프턴셔 엔터프라이즈 사가 의뢰한 연구에 따르면 노샘프턴셔의 자동차경주 시설은 매년 210만 명의 관광객을 끌어모으며, 이를 통해 벌어들이는 수익은 1억 3100만 파운드에 달하는 것으로 집계되기도 했다.

## 교통

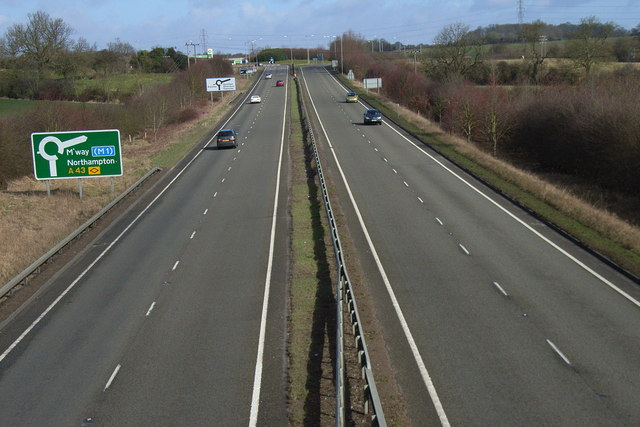
A43 고속도로의 브래클리 우회도로

노샘프턴셔 주에는 와트퍼드 갭이라는 언덕사이 틈 지형이 있는데, 이곳을 통해 동남-북서쪽 방향으로 지나는 교통로가 매우 많다. 고대 로마 시대에 와틀링 가도 (지금은 A5로의 일부)가 이곳을 처음 지나간 뒤로 운하, 철도, 도로 등이 지어졌고 지금까지도 노샘프턴셔의 주요 길목 중 하나로 남아 있다.

### 도로
노샘프턴셔 주를 통과하는 영국 국도로는 M1 고속도로 (런던-리즈)와 A14 도로 (럭비-입스위치)가 있으며 동서와 남북을 연결해 준다. M1 고속도로와 M40 고속도로 사이에는 A43 도로가 연결해주며, 노샘프턴셔 남부를 지나 브래클리 서쪽 나들목에 다다른다. 또 A45 도로가 노샘프턴과 웰링버러, 피터버러를 잇는다.
노샘프턴셔 주도 (州道)는 노샘프턴셔 주의회가 관리해 왔으며, M1 고속도로 서쪽에 위치한 A45, 노샘프턴과 스탬퍼드 부근의 주 경계 사이에 위치한 A43, 킬스비와 밴베리 사이에 있는 A361 등이 대표적이며, 그 밑으로도 B급, C급, 미분류 도로가 있다. 2009년부터 이들 도로는 노샘프턴셔 주의회 대신 메이 거니와 WSP 사의 합작기업인 MGWSP 사가 운영하고 있다.

### 수운

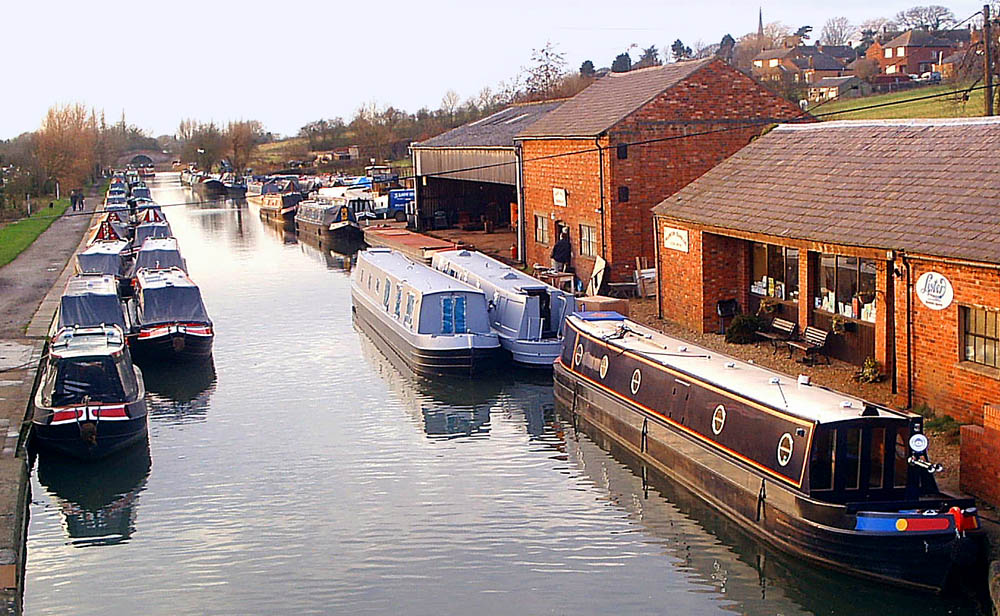
그랜드 유니언 운하 (브라운스톤)

노샘프턴셔 주에는 옥스퍼드 운하와 그랜드 유니언 운하라는 큰 운하가 조성되어 있다. 이 두 은하는 브라운스톤 마을에서 만난다. 또 로더스소프의 그랜드 유니언 운하에 설치된 17개의 갑문, 스토크브런 (Stoke Bruerne) 운하박물관, 빌스워스 터널 등이 있는데 빌스워스 터널의 경우 길이가 2,813m로 영국에서 세번째로 긴 운하로도 유명하다.
그랜드 유니언 운하의 지선 중에는 노샘프턴 시의 닌 강과 연결되는 것도 있으며, 여기서는 '대운하'로 개선되어 '닌 네비게이션' (Nene Navigation)이라 불린다. 이곳 운하는 단두대 갑문이 설치된 곳으로도 유명하다.

## 같이 보기
- 이스트미들랜즈
- 사우스미들랜즈
- 잉글랜드의 주